# 肥留間正明
肥留間 正明（ひるま まさあき、1949年5月15日 - 2023年2月18日）は、日本のジャーナリスト、芸能文化評論家、出版プロデューサー、著作家。ペンネームは菅原 岳（すがわら たけし）、本庄 初（ほんじょう はじめ）がある。
『女性自身』・『週刊宝石』『FLASH』などの週刊誌記者を務め、のち音羽出版を設立。

## 来歴
埼玉県さいたま市生まれ。日本大学法学部卒業。
芸能記者としてのデビュー当時は、「山口百恵と桜田淳子の区別がつかなかった」知識であった。学生時代から映画が大好きで『昭和残侠伝』『仁義なき戦い』、そしてアメリカンニューシネマを並木座などの名画館に追い求めて、ひたすら鑑賞。
1969年、女性自身の記者に転じグラビア班に配属される。ここでルバング島から帰国した小野田寛郎を取材、小野田と腕相撲をして勝利した。雑誌記者1年目の合併の休暇中、ビルマの少数民族カレン族を取材したところ、取材が長引き、帰国後席がなくなり芸能班に配属された。当時女性自身の記者をしていた前田忠明を兄貴分として、芸能記者生活がスタート。
女性自身の発行元の光文社では、1981年10月『週刊宝石』が創刊され、男性誌に身を置き、芸能・スポーツを担当。ここで芸能界で初めて女性アナウンサーを取り上げ、『女性アナウンサー！栄光と汚辱！』というタイトルで、女子アナブームの先陣を切る。また当時人気が出始めた女子プロゴルファーを追いかけて、トップ女子プロの岡本綾子などを取材、ブームの先駆けになる。
光文社では1986年『FLASH』を創刊、再び創刊号を担当する。村西とおる率いるダイヤモンド映像の松坂季実子に出会い、「巨乳」という言葉を使ったところこれが受け、この言葉はすっかり定着した。その後編集プロダクションを設立して1997年に株式会社音羽出版を設立、本格的に出版活動に取り組む一方で、単行本の執筆を行っている。
2023年2月18日、急性大動脈解離のため死去。73歳没。

### 年表
- 昭和40年　浦和市立大谷場中学校卒業、浦和市立高校（現・さいたま市立浦和高校）入学
- 昭和43年　浦和市立高校（現・さいたま市立浦和高校）卒業、日本大学法学部入学
- 昭和47年　日本大学法学部卒業
- 昭和49年　女性自身(光文社)記者として芸能担当
- 昭和56年　週刊宝石(光文社)創刊に参加、芸能、スポーツなどを担当
- 昭和63年　FLASH(光文社)創刊に参加、“巨乳”という造語が大ヒット
- 平成3年　 編集プロダクションを設立
- 平成8年　音羽出版を設立

## 人物
趣味は登山、写真、料理、スキー（富士山を下降）、自転車（ロードバイク）、城の探訪。

## 著書
- 『勝新役者バカ一代』音羽出版 1997年
- 『がんと闘ったスターたち』全国朝日放送 1993年
- 『有名人100人で1000キロやせた!! : お好きなダイエット法をどうぞ』リム出版 1990年 (Lucky books)
- 『女子プロゴルファーの内幕』(リム出版)
- 『芸能界ここまで言っちゃった』(ブックマン社)
- 『没後のマニュアル : これで遺族もひと安心!!』テレビ朝日 1996年
- 『芸能界ここまで言っちゃった』(ブックマン社)
- 『がんばれビートたけし』(鹿砦社)
- 『オレンジレンジ～コザからのメッセージ』(音羽出版)
- 『オレンジレンジ２～少年時代～』（音羽出版）
- 『ウォンビン伝説 : 韓国・江原道から』鹿砦社 2005年
- 『チャン・ドンゴン～ソウルの空から』鹿砦社 2005年
- 『財務省放出金貨で儲けろ!』音羽出版 2007年
- 『龍馬と海 上(脱藩編)』音羽出版 2009年
- 『龍馬と海 下(亀山社中編)』音羽出版 2010年、その他多数

## 出演

### テレビ
- 『やじうまワイド』(テレビ朝日)

- 『こんにちは２時』(テレビ朝日)

- 『邦子がタッチ』(テレビ朝日)

- 『アッコにおまかせ』(ＴＢＳ)
- 『スーパージョッキー』（日本テレビ）
- 『スーパーワイドピープル』(フジテレビ)
- 『スーパーＪチャンネル』（テレビ朝日）
- 『やじうまプラス』（テレビ朝日）
- 『みんなの疑問ニュースなぜ太郎』（テレビ朝日）
- 『ノンストップ！』（フジテレビ）など多数

## 出版プロデュース
- 『映画俳優　高倉健　その素顔』（遠藤努／音羽出版）
- 『高倉健 孤高の生涯』（上巻・任侠編　島崎信房／音羽出版）
- 『高倉健 孤高の生涯』（下巻・流離編　島崎信房／音羽出版）
- 新装版『どん底』（そのまんま東）
- 『渡る世間は鬼ばかり　よくわかる！渡鬼大百科』(橋田壽賀子監修　TBS編／音羽出版)
- 『渡る世間は鬼ばかり　岡倉家の事情』(橋田壽賀子監修、TBS編)
- 『渡る世間は鬼ばかり　岡倉さん家の人生いろいろ』(橋田壽賀子監修、TBS編／音羽出版)
- 『お母ちゃんが起きられなくなった』(石川牧子／音羽出版)
- 『先生､切ってください！』(石川牧子／音羽出版)
- 『筋肉番付公式データブック』(TBS編／音羽出版)
- 『まっちゃんが行く！』（太陽出版）
- 『浜ちゃんも行く！』（太陽出版）
- 『イチローの可能性』（太陽出版）
- 『Ｗ杯～2002年のスターたち』（太陽出版）
- 『がんを切って生きる』（遠藤健／音羽出版）
- 『家政婦は見られた』(柴栄三郎監修／音羽出版)
- 『人権を問う 被害者の人権』(板倉宏／音羽出版)
- 『Dear OZAKI』(鈴木真澄／音羽出版)
- 『松田聖子になりたい』(樋田敦子／音羽出版)
- 『痛みを斬る！ペインクリニック』(小林裕史／音羽出版)
- 『警視庁捜査四課暴刑事（デカ）』（狩集紘一／音羽出版）
- 『コスBON』Val　１.２.３.４.５
- 『石川遼発言集』（山川敦司／音羽出版）
- 『団塊力』ヒモパン洗濯おとうさん（望月苑巳／音羽出版）
- 『天地人探訪　直江兼続』（上・疾風編、武山憲明／音羽出版）
- 『天地人探訪　直江兼続』（下・怒涛編、武山憲明／音羽出版）
- 『我輩はトイプードル犬ボスである』（長谷川治代／音羽出版）
- 『私　雅子様と同じ症状なんです』（梨元勝／音羽出版）
- 『フェンスに吹く風』（又吉弦貴 ／吉田啓／音羽出版）
- 『メルヘン館はハーブの香り』（阿部登志子／音羽出版）
- 『尊い　素晴らしいもの　それは人間』（中村泰治／音羽出版）
- 『西郷どん　破壊の英雄』（武山憲明／音羽出版）ほか多数

## 連載

### 新聞／雑誌
- 『東京新聞』『毎日新聞』『朝日新聞』
- 『夕刊フジ』『日刊ゲンダイ』『東京スポーツ』『内外タイムス』
- 『女性自身』『週刊女性』『女性セブン』
- 『週刊宝石』『週刊ポスト』『週刊実話』『アサヒ芸能』
- 『FLASH』『ＳＰＡ』『ポポロ』
- 『週刊新潮』『週刊文春』『週刊ポスト』『週刊現代』
- 『サンデー毎日』『週刊朝日』『週刊読売』

### ウエブ
- テレビ朝日ウエブ芸能ニュース
- ジェイ・キャストニュース
- キャリコネ